# أوراني رامبو
أوراني رامبو (بالألبانية: Urani Rumbo) (1895-1936), ناشطة حقوقية ألبانية ومهتمة بقضية النسوية في ألبانيا وكاتبة مسرحية.
أسست جمعيات مختلفة لتعزيز حقوق المراة الالبانية اهمها Lidhja e Gruas (بالعربية: اتحاد النساء) حيث كانت تلك الجمعية واحدة من أولى المنظمات النسائية البارزة في البانيا.